# Rhacochelifer subsimilis
Rhacochelifer subsimilis är en spindeldjursart som beskrevs av Max Vachon 1940. Rhacochelifer subsimilis ingår i släktet Rhacochelifer och familjen tvåögonklokrypare. Inga underarter finns listade i Catalogue of Life.